# Мирзаходжаева, Шахзода Асадуллаевна
Мирзаходжаева Шахзода Асадуллаевна (узб. Shahzoda Mirzaxoʻjayeva; 1 августа 1918 год — неизвестно, Узбекская ССР или Узбекистан) — бригадир полеводческой бригады колхоза имени Ленина Наманганского района Наманганской области, Узбекская ССР. Герой Социалистического Труда (1966).

## Биография
Родилась в 1918 году в одном из населённых пунктов на территории современного Наманганского района. С 1954 года — рядовая колхозница, звеньевая, бригадир полеводческой бригады колхоза имени Ленина Наманганского района. С 1955 года — член КПСС. Заслуженный хлопкороб УзССР (1964).
В 1956 году бригада под её руководством собрала в среднем с каждого гектара по 26,1 центнеров хлопка-сырца с площади в 56 гектаров. Указом Президиума Верховного Совета СССР «О присвоении звания Героя Социалистического Труда колхозникам, колхозницам, работникам машинно-тракторных станций, совхозов, партийным и советским работникам Узбекской ССР» от 11 января 1957 года удостоена звания Героя Социалистического Труда за «выдающиеся успехи, достигнутые в деле развития советского хлопководства, широкое применение достижений науки и передового опыта в возделывании хлопчатника и получение высоких и устойчивых урожаев хлопка-сырца» с вручением ордена Ленина и золотой медали «Серп и Молот».
Избиралась делегатом XXII съезда КПСС. Дальнейшая судьба неизвестна.